# Гандзасар (Капан)
«Гандзаса́р» (вірм. Ֆուտբոլային Ակումբ „Գանձասար“ Կապան) — вірменський футбольний клуб з Капана. Заснований 1963 року.

## Досягнення
- Чемпіон ВРСР: 1989, 1991
- Володар кубка ВРСР: 1963
- Віце-чемпіон Вірменії: 2017
- Володар Кубка Вірменії з футболу: 2018
- Фіналіст Кубка Вірменії з футболу: 2014